# واکنش کوپ
واکنش کوپ یا حذف کوپ (به انگلیسی: Cope elimination)، یک واکنش حذفی است که توسط آرتور کلی کوپ توسعه داده شد و طی آن یک آمین اکسید براثر حرارت منجر به تشکیل یک آلکن و یک هیدروکسیل‌آمین می‌شود.

نمایی از واکنش کوپ به منظور سنتز ترکبب متیلن‌سیکلوهگزان

## سازوکار و کاربردها
سازوکار واکنش شامل یک حالت گذار حلقوی پنج عضوی و به صورت درون مولکولی که طی آن یک حذف به صورت سین (Syn Elimination) رخ می‌دهد. این واکنش شباهت بسیاری با واکنش حذف هوفمن دارد، با ن تفاوت که در اینجا برخلاف حذف هوفمن، باز مورد استفاده بخشی از گروه ترک‌کننده (اکسیژن متصل به نیتروژن؛ آمین‌اکسید) است اما در حذف هوفمن به افزودن باز (مانند اکسید نقره) به محیط واکنش نیاز است. ترکیب آمین‌اکسید اولیه از طریق اکسیداسیون آمین مربوط با کمک ترکیبی مانند متا-کلروپروکسی‌بنزوئیک اسید قابل تهیه است. برای شروع واکنش حذفی تنها به گرم کردن پیش ماده آمین‌اکسید نیاز است.
مشتقات پی‌پیریدین در برابر انجام واکنش کوپ به صورت درون مولکولی از خود مقاومت نشان می‌دهند    اما پیرولیدین و  سایر حلقه‌های ۷ عضوی و بزرگ‌تر آمینی، امکان انجام حذف کوپ وجود دارد با این حال بر خلاف ترکیبات غیرحلقوی (که یک هیدروکسیل آمین و یک آلکن را تولید می‌کنند) محصول واکنش یک هیدروکسیل آمین غیراشباع است. 

## واکنش معکوس
واکنش حذفی کوپ در جهت معکوس با نام رتروکوپ یا کوپ برگشتی (به انگلیسی: retro-Cope reaction) نیز شناخته می‌شود و می‌توان با کمک آن از واکنش یک ماده اولیه هیدروکسیل آمین و یک آلکن به محصول آمین اکسید دست یافت.  این واکنش، عملاً نوعی واکنش هیدروآمین‌دار کردن است و امکان استفاده از آن برای تولید هیدروکسیل‌آمین‌های غیراشباع و تولید محصولی مانند اکسیم، وجود دارد. 